# Marián Bielčik
Marián Bielčik (* 27. August 1973 in Tatranská Lomnica) ist ein ehemaliger slowakischer Skispringer.

## Werdegang
Bielčik gab am 30. März 1991 für die Tschechoslowakei sein Debüt im Skisprung-Weltcup. Am 31. Januar 1993 gelang ihm mit dem 15. Platz beim Skifliegen am Kulm erstmals der Gewinn von Weltcup-Punkten. In der Saison 1994/95 konnte er schließlich regelmäßig Weltcup-Punkte gewinnen. Die Vierschanzentournee 1994/95 beendete er nach guten Leistungen am Ende auf dem 28. Platz in der Gesamtwertung. Bei der Nordischen Skiweltmeisterschaft 1995 in Thunder Bay erreichte er von der Normalschanze den 47. und von der Großschanze den 37. Platz. Nach der Weltmeisterschaft gelang es ihm nur selten auf vordere Plätze zu springen. Am 14. Dezember 1996 gelang es ihm in Harrachov mit dem 11. Platz das beste Einzelresultat seiner Karriere im Weltcup zu erzielen.
Ab Dezember 1997 sprang Bielcik hauptsächlich im Skisprung-Continental-Cup, in dem er seit 1993 parallel zum Weltcup bereits einige Springen bestritten hatte. Nach der Saison 1999 beendete Bielcik seine aktive Skisprungkarriere.